# Kreis Dillenburg
| Lage des Landkreises Dillenburg |
| ------------------------------- |
|                                 |

Der Kreis Dillenburg war vom 1. Oktober 1932 bis zum 30. September 1933 ein Landkreis im Regierungsbezirk Wiesbaden der preußischen Provinz Hessen-Nassau. Der Kreissitz war in Dillenburg. Das ehemalige Kreisgebiet gehört heute zum Lahn-Dill-Kreis und zum Landkreis Marburg-Biedenkopf in Hessen.

## Geschichte
Bei der preußischen Gebietsreform von 1932 wurde aus dem Dillkreis und dem Hauptteil des Kreises Biedenkopf der Kreis Dillenburg gebildet. Der restliche Teil des Kreises Biedenkopf kam zu den Kreisen Frankenberg und Wetzlar. Bereits zum 1. Oktober 1933 wurde der Kreis Dillenburg wegen heftiger Proteste aus der Bevölkerung wieder aufgelöst und die beiden Altkreise in veränderter Form wieder eingerichtet. Die 1932 in die Kreise Frankenberg und Wetzlar gewechselten Gebiete verblieben dort und einige Gemeinden des alten Kreises Biedenkopf verblieben im neuen Dillkreis.

## Gemeinden
Gemeinden des Kreises Dillenburg mit mehr als 1.500 Einwohnern (Stand 1933):
| Gemeinde        | Einwohner |
| --------------- | --------- |
| Biedenkopf      | 3.675     |
| Dillenburg      | 6.471     |
| Eibelshausen    | 1.560     |
| Ewersbach       | 1.895     |
| Frohnhausen     | 1.955     |
| Gladenbach      | 1.756     |
| Haiger          | 2.798     |
| Herborn         | 6.250     |
| Herbornseelbach | 1.850     |
| Niederscheld    | 1.778     |
| Oberscheld      | 1.596     |
| Sinn            | 1.680     |
| Wallau          | 2.125     |